# Brux (Lierneux)
Pour les articles homonymes, voir Brux (homonymie).
Brux est un hameau de la commune de Lierneux au sud de la province de Liège en Région wallonne (Belgique).
Avant la fusion des communes, Brux faisait déjà partie de la commune de Lierneux.

## Situation
Situé à 2,5 kilomètres à l'est du centre de Lierneux, ce petit hameau ardennais d'une dizaine d'habitations se trouve le long et à proximité de la route nationale 822 Manhay-Lierneux-Vielsalm. Il jouxte le hameau de Gernechamps situé plus à l'est.